# Synagoga Cukiermana w Mohylewie
Synagoga Chóralna w Mohylewie, zwana również synagogą Cukiermana (biał. Сінагога Цукерманa, ros. "Хоральная синагога" lub "синагога Цукермана") – do czasów rewolucji październikowej główna bóżnica Mohylewa położona przy ulicy Wielkiej Sadowej ("Bolszaja Sadowaja"). 
Na początku XIX wieku mieścił się tu pałac arcybiskupów katolickich, w którym rezydował m.in. Stanisław Bohusz Siestrzeńcewicz. Po pożarze teren budynku podupadał, aż w II połowie XIX wieku wykupił go lokalny kupiec żydowski Baruch Cukierman, który przebudował ruiny dawnego pałacu biskupiego na centralną chóralną bóżnicę. 
Świątynia w stanie surowym była gotowa w 1900 roku, do czasów radzieckich funkcjonowała jako główna siedziba mohylewskiego rabina. W 1925 roku zamknięta przez władze RFSRR, od 1929 roku mieściła kino, później swoją siedzibę w świątyni miały związki zawodowe. 
Dziś znajduje się tu szkoła sportowa dla młodzieży kształcąca przyszłych olimpijczyków Republiki Białorusi, władze odmawiając lokalnej gminie żydowskiej zwrotu budynku, tłumacząc to potrzebami społecznymi ludności Mohylewa. 
Adres: Początkowo ulica Wielka Sadowa (Bolszaja Sadowa - do 1924 roku), później Leninskaja 26 lub Liebknechta 21. 